# Fontaine de la Flèche
La fontaine de la Flèche est une fontaine située à Clermont-Ferrand en France. Elle est inscrite aux monuments historiques depuis 1990.

## Localisation
La fontaine de la Flèche est située sur le trottoir ouest du boulevard Trudaine, boulevard qui fait partie, à l'est, de la ceinture de voies entourant le plateau central de Clermont, à l'endroit où le débouché de la petite rue des Archers forme une placette.

## Histoire
Cette fontaine, qui date du XVIIIe siècle et qui était située près de la « porte Laurent » de l'enceinte de Clermont, doit son nom à la corporation des chevaliers de la Flèche qui avait son siège à proximité, dans la cour des Archers.

## Description

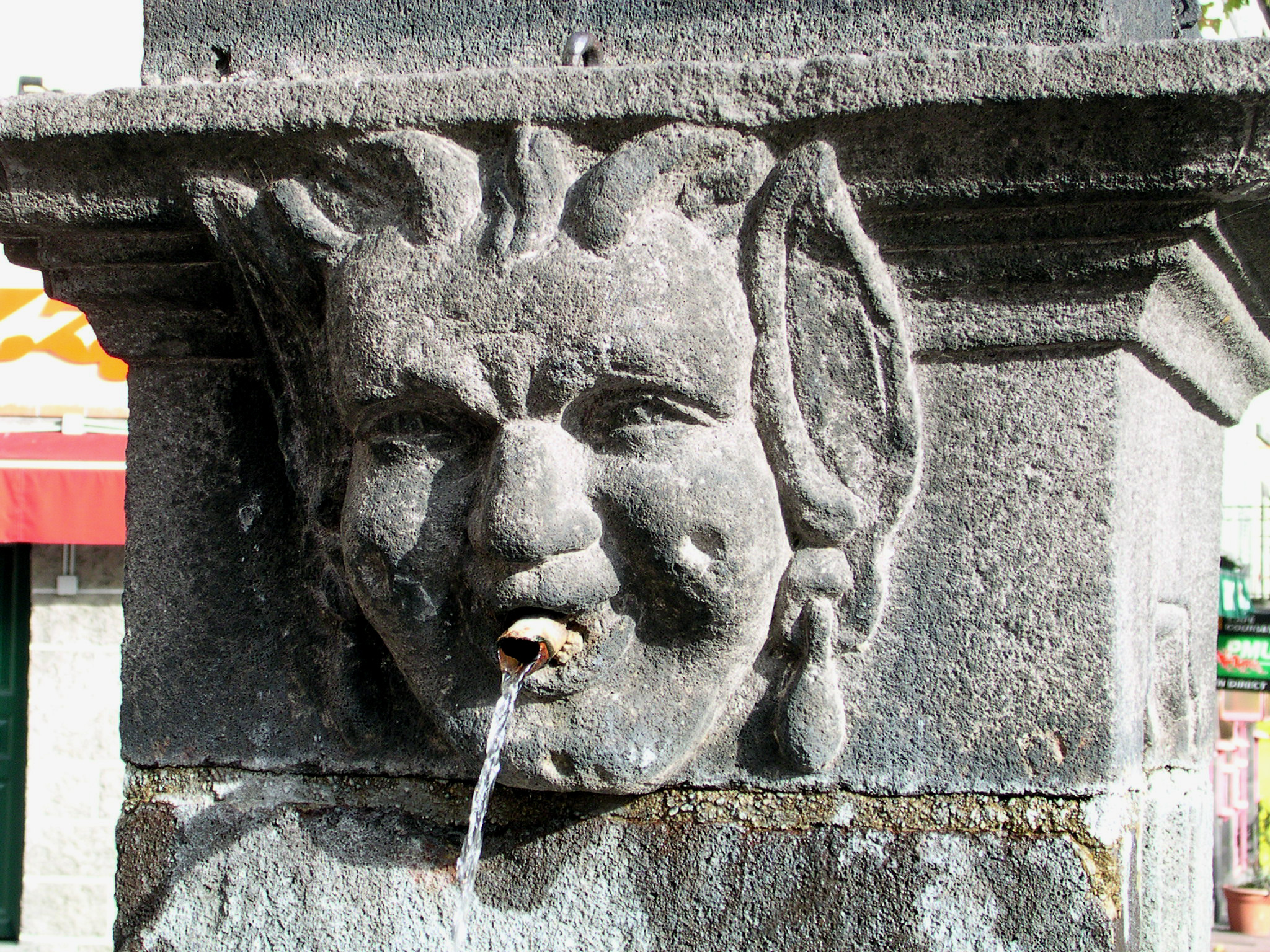
Masque sur la face sud

La fontaine, en pierre de Volvic, comporte un bassin circulaire au milieu duquel se dresse un fût quadrangulaire surmonté d'une pomme de pin. L'eau s'échappe de la bouche de deux masques sculptés sur les faces nord et sud du fût, dans l'axe du boulevard.